# بخش‌های دپارتمان دروم
بخش‌های دپارتمان دروم (انگلیسی: Arrondissements of the Drôme department) شامل ۳ بخش به شرح زیر است:
1. بخش دی با ۱۱۳ کمون (فرانسه) و جمعیت ۴۲ هزار نفر در سال ۲۰۱۳ می‌باشد.
2. بخش نیونس با ۱۴۹ کمون (فرانسه) و جمعیت ۱۴۰ هزار نفر در سال ۲۰۱۳ می‌باشد.
3. بخش ولانس با ۱۰۵ کمون (فرانسه) و جمعیت ۳۱۱ هزار نفر در سال ۲۰۱۳ می‌باشد.